# Carreras de sprint car

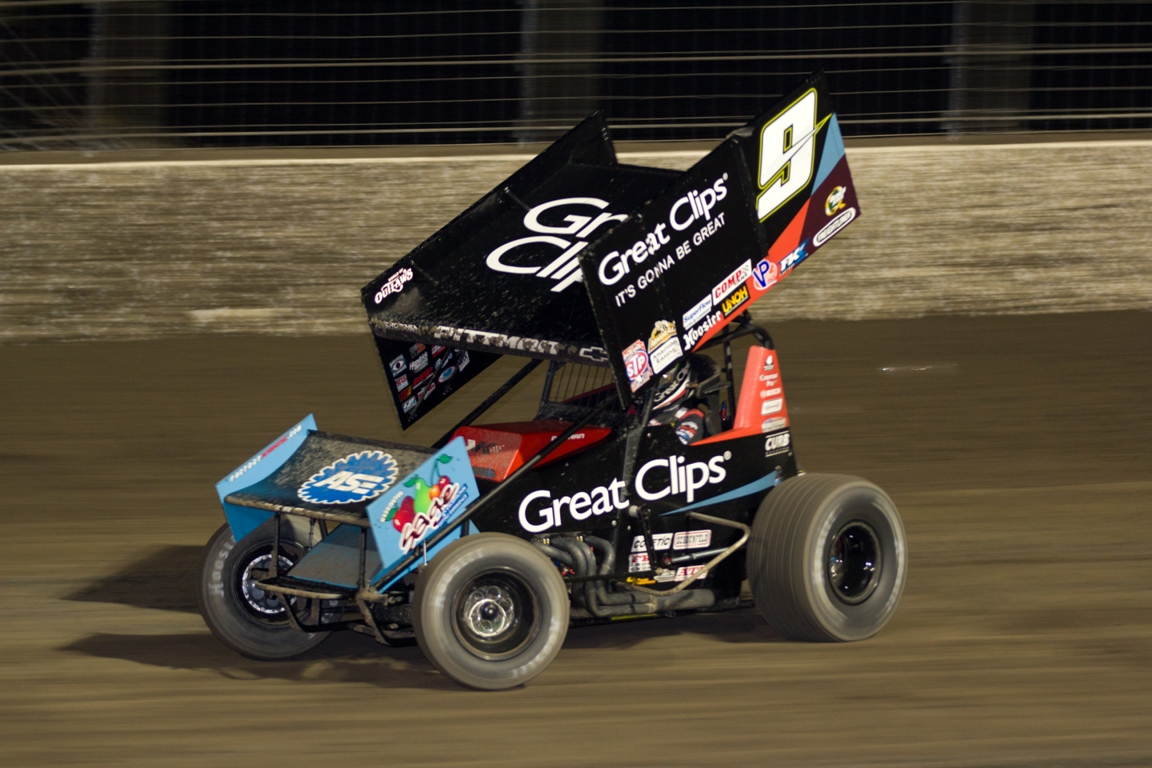
Sprint car con alas de la World of Outlaws de 2013, pilotado por Daryn Pittman

Las carreras de sprint car se disputan con automóviles de competición de alta potencia, diseñados principalmente con el propósito de correr en circuitos ovales cortos o en pistas circulares pavimentadas o de tierra. Son populares principalmente en los Estados Unidos y Canadá, así como en Australia, Nueva Zelanda y Sudáfrica.
Los coches de sprint (sprint cars) tienen relaciones potencia/peso muy altas, con pesos de aproximadamente 1400 libras (635 kg) (incluido el conductor) y potencias de más de 900 caballos (912,5 CV), lo que les da una relación potencia/peso que supera a la de los monoplazas de Fórmula 1 contemporáneos. Por lo general, están propulsados por un motor de metanol V8 OHV de aspiración natural e inyección, con una cilindrada de 410 pulgadas cúbicas (6,7L). Son capaces de alcanzar regímenes de giro cercanos a las 9000 rpm. Dependiendo de la configuración mecánica (motor, transmisión, amortiguadores...) y del trazado de la pista, estos coches pueden alcanzar velocidades superiores a 160 millas por hora (257,5 km/h). Una clase de coches de velocidad muy popular y de bajo presupuesto utiliza motores de 360 pulgadas cúbicas (5,9L) que rinden aproximadamente 700 caballos (709,7 CV). Los sprint cars no disponen de transmisión, pero tienen una caja de cambios de entrada o salida y diferenciales traseros de accionamiento rápido para cambios ocasionales de marchas. En consecuencia, no poseen sistema de arranque eléctrico (o incluso sistemas eléctricos que no sean simples magnetos) y requieren ser empujados para arrancar. El historial de seguridad de las carreras de sprint car en los últimos años ha mejorado enormemente mediante el uso de jaulas antivuelco que protegen a los conductores, y especialmente en pistas de tierra, gracias a la disposición de alas que aumentan la capacidad de tracción sobre la superficie (en los conocidos en inglés como winged sprint cars).
Muchos pilotos de IndyCar Series y NASCAR utilizaron las carreras de sprint car como un trampolín intermedio en su camino hacia divisiones superiores, incluidos los ganadores de las 500 Millas de Indianápolis A. J. Foyt, Mario Andretti, Johnny Rutherford, Parnelli Jones, Johnnie Parsons, Al Unser, Sr y Al Unser, Jr., así como los campeones de la Copa NASCAR Jeff Gordon y Tony Stewart.
El Salón de la Fama y Museo de la National Sprint Car, ubicado en Knoxville (Iowa), presenta exhibiciones que destacan la historia de los automóviles de sprint con y sin alas.

## Sprint cars sin alas
Hay varios organismos reguladores para los sprint cars sin alas. El una vez predominante Automóvil Club de los Estados Unidos (USAC) se convirtió en la USAC/California Racing Association (USAC/CRA) después de hacerse cargo de la Asociación de Carreras de Sprint Car (SCRA). La USAC/CRA sigue siendo popular en la costa oeste, la costa este y en Indiana. La USAC también ha albergado durante décadas la serie Silver Crown con sede en Indiana. La serie Silver Crown se inició en 1971 como una rama de la serie que compitió por el Campeonato Nacional de Pista, incluidas las 500 Millas de Indianápolis, una categoría conocida como "coches grandes" (big cars). Sin embargo, la falta de liderazgo en gran parte de los Estados Unidos se ha traducido en un gran número de grupos y organismos reguladores que gestionan las competiciones de sprint cars sin alas.
Esta configuración se considera la de un coche de carreras tradicional, que se remonta a los primeros modelos de las décadas de 1930 y 1940 (que finalmente evolucionaron en coches del tipo Indy). Hoy en día, son esencialmente iguales a los modelos con alas, pero sin estos aditamentos. De hecho, muchos de ellos poseen soportes en el bastidor para agregarlas. Generalmente usan los mismos motores de aluminio de 410 pulgadas cúbicas (6718,7 cm³) y de 360 pulgadas cúbicas (5899,3 cm³) que sus equivalentes con alas (aunque muchas pistas locales tienen reglas que exigen que los bloques de los motores sean de acero y cubiquen como máximo 305 pulgadas cúbicas (4998,1 cm³), con el fin de limitar los costes). Algunos grupos regionales más nuevos, específicamente POWRi y Elite, han optado por permitir motores sin límite de cilindrada. Su puesta a punto y desarrollos son diferentes, con el fin de obtener el máximo rendimiento a revoluciones más bajas que los coches alados. La configuración del chasis y los neumáticos también son diferentes.
Si bien no alcanzan la misma velocidad máxima que los coches alados (porque carecen de la carga aerodinámica necesaria para aplicar toda la tracción disponible), muchos aficionados opinan que son más entretenidos de ver. Su relativa falta de agarre genera características de conducción diferentes a las de sus equivalentes alados, lo que hace que sean más difíciles de controlar en las curvas. Además, la falta de protección contra vuelcos que proporcionan las alas, los hace más peligrosos que los coches alados y sus choques son conocidos por su espectacularidad.

## Sprint cars con alas

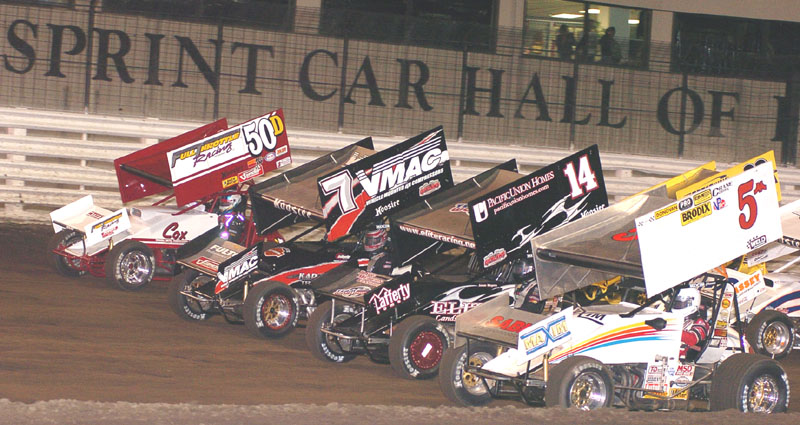
Competición de la "World of Outlaws": los conductores dan una "vuelta a cuatro" en el Knoxville Raceway

El primero de los sprint cars con alas del mundo, conocidos hoy en día como winged sprint cars, fue creado y pilotado por Jim Cushman en el Columbus Motor Speedway (Ohio) en 1958. A principios de la década de 1970, muchos conductores de sprint cars comenzaron a colocar alas con forma de paneles laterales en la parte delantera y en la parte superior de sus coches. Las alas añadidas aumentaron la carga aerodinámica generada en el automóvil, mejorando su capacidad de inscribirse en las cerradas curvas de los óvalos. La mayor tracción hace que el automóvil sea más rápido y más fácil de controlar.
El ala también afecta la seguridad. La carga aerodinámica adicional reduce la probabilidad de volar por el aire, y en caso de vuelco, las alas entran en contacto con el suelo primero y se rompen o doblan al golpear el suelo, lo que reduce el impacto sobre el conductor y el automóvil. Por estas razones, los coches alados son más seguros de conducir. A menudo, los equipos son capaces de reemplazar las alas durante una parada, y los coches pueden continuar una vez que se reanuda la carrera.
En 1978 Ted Johnson fundó el organismo de promoción de los sprint cars con alas, denominado World of Outlaws, que organiza carreras en los Estados Unidos de febrero a noviembre, configurando la principal competición de sprint cars sobre tierra. Entre las pistas más famosas en las que se disputa la serie, figuran el Eldora Speedway en Rossburg (Ohio), el Lernerville Speedway en Sarver, Pensilvania, el  Knoxville Raceway en Knoxville, Iowa y el Williams Grove Speedway en Mechanicsburg (Pensilvania). Cada agosto, el Knoxville Raceway se convierte en el escenario de los Knoxville Nationals.
En 1987, Australia hizo lo mismo con su propia serie nacional de sprint cars con alas, llamada World Series Sprintcars (WSS), fundada por el piloto de Adelaida y promotor de la pista de Speedway Park, John Hughes. Las pistas australianas utilizadas en la WSS incluyen el Speedway Park/City en Adelaida, Claremont Speedway y posteriormente Perth Motorplex en Perth, Valvoline Raceway en Sídney, Archerfield Speedway en Brisbane, y Premier Speedway (hogar del Grand Annual Sprintcar Classic) en Warrnambool. También hay una sola reunión del Australian Sprintcar Championship que se ha llevado a cabo desde 1963, desarrollada bajo varios nombres de clase antes de finalmente decidirse por el Campeonato Australiano de Sprintcar en 1979. Mientras que los conductores no australianos son libres de competir en la WSS y otras reuniones, incluidos los diversos campeonatos estatales, solo los pilotos australianos pueden participar en la reunión del Campeonato Australiano.
El Gran Clásico Anual de Sprintcar en Warrnambool es la reunión de este tipo de coches con más público del mundo. En la temporada 2014-15, la carrera del Clásico superó a los Nacionales de Knoxville en entradas.
Hasta principios de la década de 2000, los sprint cars en Australia estaban restringidos a motores V8 de 6200 cc (372 cui), en comparación con los motores de 410 cui (6700 cc) que se usaban en los Estados Unidos y Nueva Zelanda. Brian Healey, el australiano con sede en Sacramento que era propietario del Parramatta City Raceway, impulsó el cambio en 2003 para unificar la categoría a los motores de 410 pulgadas cúbicas. Hoy, Australia sigue la fórmula estándar de 410 cui, aunque se siguen disputando pruebas para coches de 360 cui. Ambas fórmulas tienen eventos separados en el Campeonato de Australia.

## Midget cars

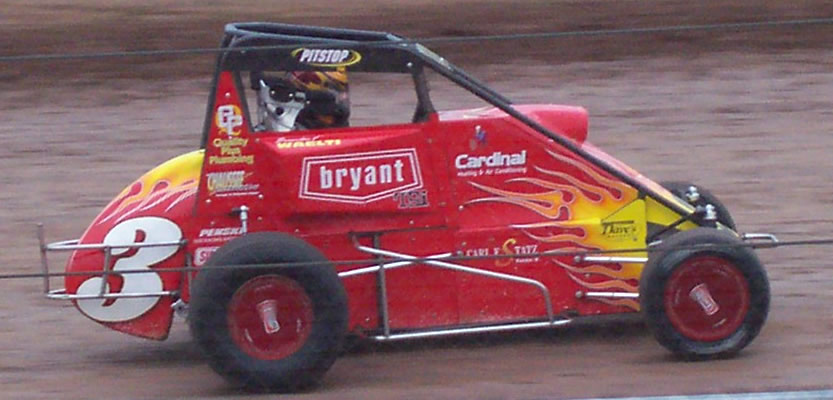
Midget sprint car

Los midget cars son versiones más pequeñas de un sprint car, normalmente sin alas. Los midget se remontan a la década de 1930 como una forma muy común de carreras sprint cars, todavía muy popular hoy y también regulada por el USAC. Están propulsados por motores de cuatro cilindros que desarrollan alrededor de 350 caballos (260 kW), pero por lo demás son muy similares a sus primos más grandes.

## Mini sprints

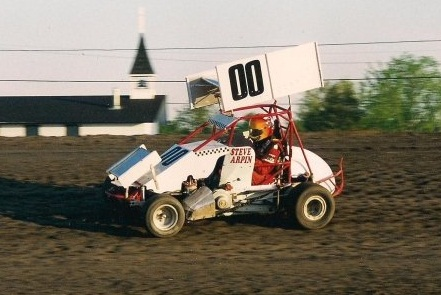
Mini sprint car

Los mini sprints tienen un tamaño similar a los midget, pero sus chasis son de estilo vertical y utilizan motores de motocicleta de cuatro cilindros accionados por cadena y montados en el centro, con cilindradas de entre 750 y 1200 cc.

## Micro sprints

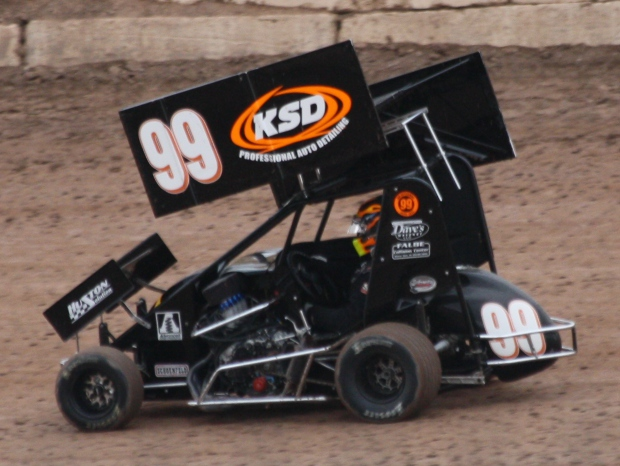
Micro sprint alado

Los micro sprints son pequeños coches de carreras que son versiones reducidas de los sprint cars. Una clase de iniciación para los entusiastas de la categoría superior, funcionan con motores de motocicleta de 600 cc de montaje lateral que desarrollan alrededor de 100 hp y son accionados por cadena. Tienen chasis y carrocerías con el estilo de los sprint cars o midgets de tamaño completo. Los micro sprints generalmente compiten en pequeñas pistas de tierra que suelen tener un tamaño de un quinto de milla (unos 320 m) o menos, aunque a veces corren en pistas más largas. Pueden tener alas o no; en este último caso se denominan "micro midgets" o "sprints de 600 cc". El peso mínimo reglamentario es de 750 libras (340,2 kg) para modelos con alas y de 725 libras (328,9 kg) si no las llevan. Los micro sprints son generalmente una alternativa más barata que los mini sprints o los midget sprints, aunque a veces pueden ser tan costosos como los modelos de tamaño completo.

## Karts outlaw

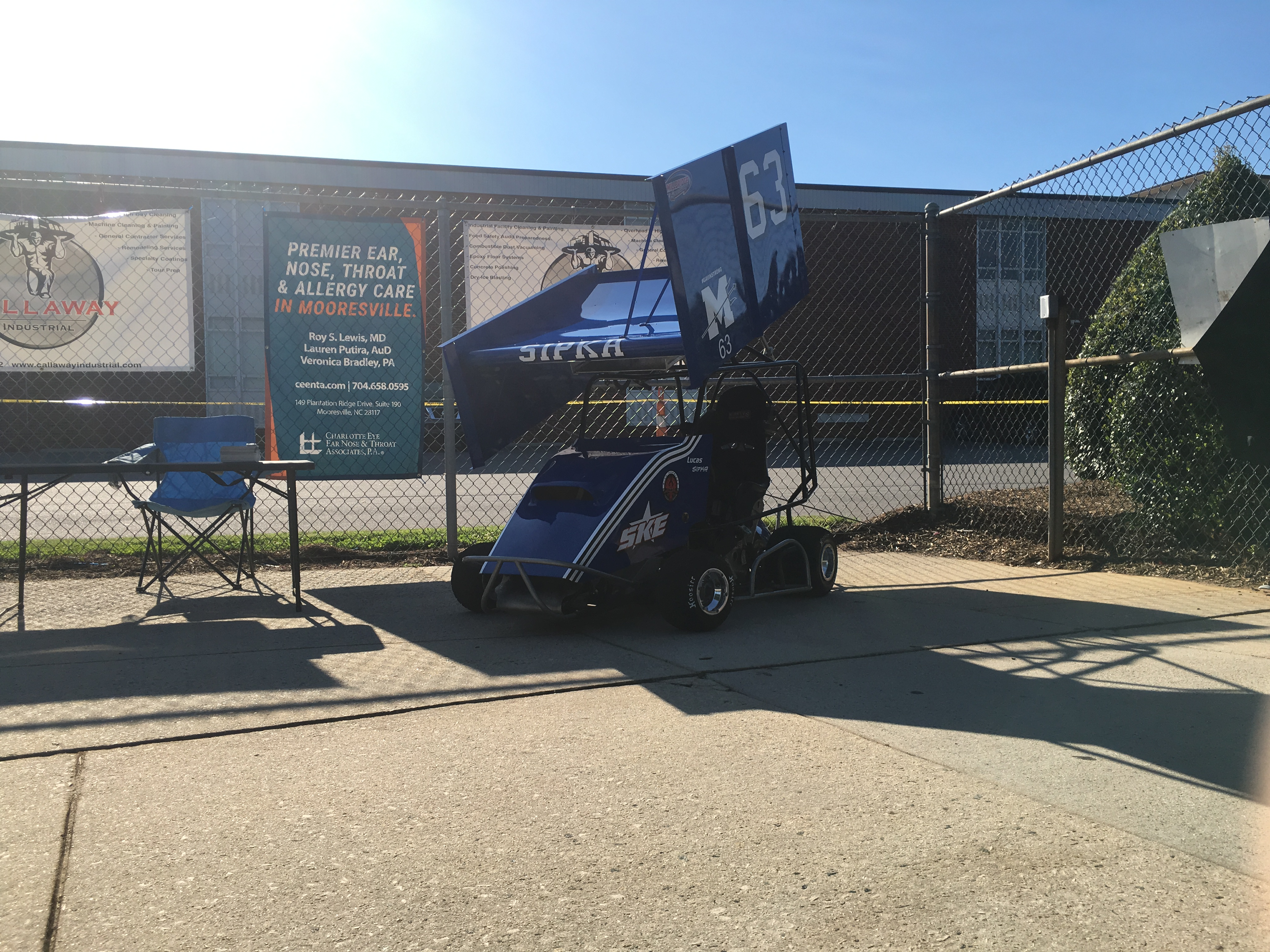
Outlaw kart

Los karts outlaw (literalmente, "fuera de la ley") son karts con jaulas antivuelco y alas. Son unos de los coches de carreras competitivos más baratos y cuestan alrededor de 5000 dólares. La mayoría de las pistas tienen un sexto de milla (unos 260 m) o menos. Los karts outlaw funcionan con motores de montaje lateral de varios tipos. Las divisiones de boxstock para principiantes y boxstock funcionan con motores de arranque mecánico por muelle y cable, y generalmente son para los conductores más jóvenes que se inician en la competición. La división intermedia maneja motores de moto de cross de 250 cc y los pilotos o equipos tienen la opción de correr con motores de cuatro tiempos o de dos tiempos. En algunas pistas, la división intermedia tiene que utilizar un compuesto de neumáticos más duro. La división más grande de karts outlaw es la división abierta. Pueden emplear motores de 450 cc de cuatro tiempos, 500 cc de dos tiempos o 550 cc de cuatro tiempos. Los motores de 450 cc y 500 cc son las opciones más populares porque los motores de 550 cc no rinden eficazmente en todas las pistas, y en las pistas donde pueden aprovechar su potencia, hacen que el kart pese más. El rango de peso para los karts es de 150 a 500 libras (68 a 227 kg).

## Órganos reguladores
El NOS Energy Drink World of Outlaws (WoO) es una división de sprint cars con alas de 410ci (6,7L) que corren por todo Estados Unidos y tienen algunos eventos en Canadá. Los coches utilizan neumáticos traseros anchos de 15 pulgadas (381 mm) y motores de 410 pulgadas cúbicas (6,7 L) con inyección de combustible mecánica. No disponen de baterías ni de motor de arranque, por lo que es necesario que un quad o una camioneta los empuje para arrancarlos. Tampoco tienen volantes de inercia, embragues o transmisiones, pero los sistemas de transmisión directa se pueden activar o desactivar desde el puesto de conducción. Esto se hace tanto por razones de peso como por tradición. Otra tradición que tiene el WoO con respecto a su "A-main" (la última carrera del evento) es hacer que los coches se alineen en marcha de cuatro en fondo justo antes de comenzar la carrera.
El All Star Circuit of Champions (ASCoC) es un organismo estadounidense fundado en 1970 que controla los deportes del motor relacionados con las carreras de sprint cars con alas. Regula las carreras de estos coches con motor de 410 pulgadas cúbicas en Ohio, Indiana, Pensilvania, Míchigan, Illinois, Wisconsin, Nueva York y Florida. Por término medio, la serie incluye 40 carreras por temporada, comenzando en febrero y terminando en octubre de cada año.
El Campeonato Nacional de Sprint Cars del Automóvil Club de Estados Unidos (USAC) es una división de coches sin alas con motor de 410 pulgadas cúbicas que corren por todo Estados Unidos en pistas de asfalto y de tierra. La USAC también regula las series regionales de sprint cars sin alas de 360 pulgadas cúbicas: los de la Costa Este, los del Suroeste y los de la Costa Oeste.
La United Racing Company (URC) es una división de sprint cars con alas que compiten principalmente en la parte noreste de los Estados Unidos, en Pensilvania, Nueva Jersey y Delaware. La URC comenzó en 1948 con 11 carreras en su temporada, que aumentó poco a poco hasta las 28 carreras. Los coches utilizan motores de 5,9 L (360 pulgadas cúbicas) que generan aproximadamente 650 caballos (659 CV). Su combustible es alcohol y usan inyección de combustible mecánica (MFI) para llevarlo a la cámara de combustión.
La American Sprint Car Series (ASCS) se ocupa de las carreras de sprint cars con alas y sin alas dentro de los Estados Unidos. Los coches con alas de la ASCS usan un motor de 360 pulgadas cúbicas que hace que los aficionados llamen a estos automóviles "360". La serie fue iniciada por el conocido promotor de carreras Emmett Hahn. La sede nacional de la serie se encuentra en Tulsa, Oklahoma. El líder de todos los tiempos en victorias de la serie es el tejano Gary Wright, con 127 victorias principales en su haber. Las reglas de los motores para los coches sin alas varían según la serie y algunos tienen motores de cilindrada ilimitada.
En Australia, las carreras de sprint cars están controladas por el Consejo de Control de Sprintcar de Australia (SCCA), que autoriza los Campeonatos de Australia y la Serie Mundial de Sprintcar, así como los diversos campeonatos estatales y otras reuniones que se llevan a cabo en todo el país.

## Competiciones de sprint cars sin alas
| Competición                                  | Motor                   | Fundación | País                      | Localizaciones |
| -------------------------------------------- | ----------------------- | --------- | ------------------------- | --- |
| AMSOIL USAC National Sprint Car Championship | 410ci                   | 1956      | Bandera de Estados Unidos | Indiana, Arizona, California, Florida, Illinois, Iowa, Nebraska, Nueva Jersey, New York, Ohio, Pensilvania            |
| USAC/CRA AMSOIL Sprint Car Series            | 410ci                   | 2004      | Bandera de Estados Unidos | California, Arizona                                                                                                   |
| POWRi Lucas Oil WAR Sprint League            | 410ci                   | 2012      | Bandera de Estados Unidos | Misuri, Kansas, Illinois, Iowa, Oklahoma, Arkansas, Nebraska, Indiana, Wisconsin                                      |
| Buckeye Outlaw Sprint Series                 | 410ci                   | 2011      | Bandera de Estados Unidos | Ohio, Indiana, Pensilvania                                                                                            |
| Michigan Traditional Sprints                 | 410ci                   | 2006      | Bandera de Estados Unidos | Míchigan, Pensilvania                                                                                                 |
| Midwest Sprint Car Series                    | 410ci                   | 2001      | Bandera de Estados Unidos | Illinois, Indiana |
| USAC East Coast Sprint Cars                  | 360ci                   | 2018      | Bandera de Estados Unidos | Delaware, Nueva Jersey, New York, Pensilvania                                                                         |
| USAC Southwest Sprint Cars                   | 360ci                   | 1991      | Bandera de Estados Unidos | Arizona, Nevada, Nuevo México                                                                                         |
| USAC West Coast Sprint Cars                  | 360ci                   | 2009      | Bandera de Estados Unidos | Arizona, California, Nevada                                                                                           |
| New Mexico Motor Racing Association          | 360ci                   | 1946      | Bandera de Estados Unidos | Nuevo México, Texas                                                                                                   |
| Heartland Racing Association                 | 360ci                   | 2006      | Bandera de Estados Unidos | Minnesota, Dakota del Sur, Iowa                                                                                       |
| Heart of the West Racing Series              | 360ci                   | 2013      | Bandera de Estados Unidos | Minnesota, Dakota del Sur, Wyoming                                                                                    |
| UMSS Traditional Sprint Car Series           | 360ci                   | 2011      | Bandera de Estados Unidos | Minnesota, Wisconsin                                                                                                  |
| Northern Renegades                           | 360ci                   | 2017      | Bandera de Estados Unidos | Minnesota |
| C&H presents Hunt Magnetos Sprint Car Series | 360ci (Spec)            |           | Bandera de Estados Unidos | California |
| V8 Non-wing Sprints Australia                | 346ci                   | 2016      | Bandera de Australia      | Queensland, Victoria, Australia Occidental                                                                            |
| ASCS Desert Non-Wing Sprints                 | ???ci                   | 2019      | Bandera de Estados Unidos | Arizona |
| ASCS Elite Non-Wing Sprints                  | 305ci Unlimited (2018+) | 2014      | Bandera de Estados Unidos | Texas, Oklahoma, Arkansas                                                                                             |
| ASCS Elite North Non-Wing Sprints            | Unlimited               | 2020      | Bandera de Estados Unidos | Colorado, Texas |
| Northeast Wingless Sprint Cars               | Crate                   | 2015      | Bandera de Estados Unidos | Nueva Jersey, Nueva York                                                                                              |
| RUSH Sprint Car Series                       | Crate                   | 2018      | Bandera de Estados Unidos | Ohio, Pensilvania |
| Wisconsin Wingless Sprint Series             | Crate                   | 2015      | Bandera de Estados Unidos | Wisconsin |
| Australian Wingless Sprint Racing            | V6                      |           | Bandera de Australia      | Nueva Gales del Sur, Territorio del Norte, Queensland, Australia Meridional, Tasmania, Victoria, Australia Occidental |

#### Competiciones de sprint cars con alas
| Competición                                      | Motor        | Fundación | País                                          | Localizaciones |
| ------------------------------------------------ | ------------ | --------- | --------------------------------------------- | --- |
| World of Outlaws Sprint Car Series               | 410ci        | 1978      | Bandera de Estados Unidos · Bandera de Canadá | 27 estados y Canadá |
| All Star Circuit of Champions                    | 410ci        | 1970      | Bandera de Estados Unidos                     | Florida, Míchigan, Minnesota, New York, Dakota del Norte, Ohio, Pensilvania, Dakota del Sur, Wisconsin, Oklahoma, Texas, Luisiana, Tennessee, Illinois, Indiana |
| Great Lakes Super Sprints                        | 360ci        | 2015      | Bandera de Estados Unidos · Bandera de Canadá | Indiana, Míchigan, Ohio, Canadá |
| National Sprint League (finalizada)              | 410ci        | 2014-2016 | Bandera de Estados Unidos                     | Iowa, Misuri, Illinois, Minnesota, Nebraska, Wisconsin, Dakota del Sur                                                                                          |
| IRA Outlaw Sprint Series                         | 410ci        | 1967      | Bandera de Estados Unidos                     | Illinois, Wisconsin |
| King of the West 410 Sprint Car Series           | 410ci        | 1960      | Bandera de Estados Unidos                     | California |
| Sprintcar Challenge Tour                         | 360ci        | 2017      | Bandera de Estados Unidos                     | California |
| Midwest Open Wheel Association Sprint Car Series | 410ci        |           | Bandera de Estados Unidos                     | Illinois, Iowa, Misuri |
| Northern Outlaws Sprint Association              | 410ci        | 1994      | Bandera de Estados Unidos · Bandera de Canadá | Manitoba, Minnesota, Dakota del Norte |
| Ohio Valley Sprint Car Association               | 410ci        | 2010      | Bandera de Estados Unidos                     | Ohio, Virginia Occidental |
| Fremont/Attica Sprint Title                      | 410ci &305ci | 2009      | Bandera de Estados Unidos                     | Ohio, Míchigan, Pensilvania |
| Ohio Sprint Car Series                           | 410ci        | 2016      | Bandera de Estados Unidos                     | Ohio |
| Lucas Oil American Sprint Car Series             | 360ci        | 1992      | Bandera de Estados Unidos                     | Arizona, Arkansas, Iowa, Kansas, Minnesota, Misuri, Montana, Nebraska, Nuevo México, Oklahoma, Dakota del Sur, Tennessee, Texas                                 |
| Civil War Sprint Car Series                      | 360ci        | 1993      | Bandera de Estados Unidos                     | California |
| Empire Super Sprints                             | 360ci        | 1983      | Bandera de Estados Unidos · Bandera de Canadá | Nueva Jersey, New York, Ontario, Pensilvania, Quebec |
| Midwest Sprintcar Association                    | 360ci        | 1996      | Bandera de Estados Unidos                     | Wisconsin |
| Nebraska 360 Sprint Series                       | 360ci        |           | Bandera de Estados Unidos                     | Iowa, Kansas, Nebraska, Dakota del Sur |
| Patriot Sprint Tour                              | 360ci        | 2003      | Bandera de Estados Unidos · Bandera de Canadá | New York, Ohio, Pensilvania, Ontario |
| Southern Ontario Sprints                         | 360ci        | 1996      | Bandera de Canadá                             | Ontario |
| Sprint Cars of New England                       | 360ci        | 2004      | Bandera de Estados Unidos                     | Nuevo Hampshire, Vermont |
| Sprints on Dirt                                  | 360ci        |           | Bandera de Estados Unidos · Bandera de Canadá | Indiana, Míchigan, Ohio, Ontario |
| United Racing Club                               | 360ci        | 1948      | Bandera de Estados Unidos                     | Delaware, Nueva Jersey, New York, Pensilvania |
| United Sprint Car Series                         | 360ci        | 1997      | Bandera de Estados Unidos                     | Alabama, Arkansas, Georgia, Misisipi, Misuri, Carolina del Norte, Carolina del Sur, Tennessee                                                                   |
| Upper Midwest Sprint Car Series                  | 360ci        | 2009      | Bandera de Estados Unidos                     | Iowa, Minnesota, Wisconsin |
| World Series Sprintcars                          | 410ci        | 1987      | Bandera de Australia                          | Nueva Gales del Sur, Queensland, Australia Meridional, Australia Occidental, Victoria                                                                           |
| Oval Superstars Tour                             | 410ci        | 2016      | Bandera de Nueva Zelanda                      | North Island including Wellington, Palmerston North, Napier, Stratford, Huntly                                                                                  |
| Ultimate Sprintcar Championship                  | 410ci        | 2014      | Bandera de Australia                          | Nueva Gales del Sur, Queensland, Australia Meridional, Victoria                                                                                                 |
| Sprintcar All Stars                              | 360ci        | 2007      | Bandera de Australia                          | Nueva Gales del Sur, Australia Meridional, Victoria |

## Campeonato Mundial de Sprint Car
A pesar de más de 50 años de carreras de sprint cars, la categoría solo ha tenido un "campeonato mundial" no oficial, disputado en 1987 en el ⅓ de milla (586 metros (640,9 yd)) del Claremont Speedway en Perth, Australia Occidental. El evento atrajo a pilotos de Australia, Nueva Zelanda, Canadá y Sudáfrica, así como a varios conductores procedentes de la categoría World of Outlaws. El veterano australiano Garry Rush de Sídney, diez veces ganador del  Australian Sprintcar Championship, fue el ganador.

## Cobertura de televisión

### Estados Unidos
Las carreras de coches sin alas se televisaron primero cuando el USAC tenía un contrato de televisión con la cadena ESPN. El primer acuerdo nacional de televisión en vivo con sprint cars con alas llegó a través de The Nashville Network (TNN) en 1992-93 y nuevamente en 1993-94 con una serie de invierno en Arizona, que presentaba a Mike Joy. La cobertura en vivo de los Knoxville Nationals en The Nashville Network comenzó en 1995. Un año más tarde, se emitió un acuerdo de emisiones al día siguiente con CBS para una carrera en el Eldora Speedway mientras se expandía la cobertura de TNN. Para el año 2000, CBS (que era propietaria de TNN en ese momento) anunció que TNN transmitiría 15 eventos en directo, incluidos la prueba del Eldora Speedway y los Knoxville Nationals. Para la temporada 2001, los planes eran cubrir 18 carreras en vivo, pero a mitad de la temporada MTV Networks cerró las operaciones de CBS Motorsports. Este movimiento relegó el resto de la temporada de World of Outlaws, cuyas retransmisiones se hicieron en diferido. Siguió un acuerdo con Speed Channel para retransmitir eventos grabados la temporada siguiente. La cobertura televisiva comenzó en The Outdoor Channel en 2003. La retransmisión de los eventos grabados solían demorarse dos semanas o más. Los Nacionales de Knoxville estaban en Speed Channel, pero en 2005 no se transmitieron debido a que el mal tiempo pospuso el evento y no se pudo reprogramar para que Speed transmitiera el evento, ganado por Kraig Kinser. En 2003, Johnson vendió su organización a DIRT Motorsports. Debido a las quejas sobre DIRT Motorsports y la falta de cobertura televisiva, el propietario del Northwest Sprint Tour, Fred Brownfield, formó el National Sprint Tour como rival del World of Outlaws Sprint para la temporada 2006. Los equipos notables en el NST incluyeron al Steve Kinser Racing (n.º 11), el Roth Motorsports (a veces conocido como el equipo "Beef Packers") (n.º 83), y el Tony Stewart Racing (n.º 20). Después de que el propietario de Brownfield Promotions, Fred Brownfield, muriera en un accidente, Kinser y los directores de otros dos equipos compraron toda la promoción de Brownfield. Esa competición se canceló después de la temporada 2006, mientras que la gira Northwest, un campeonato regional, se vendió. El SuperClean Summer of Money se transmitió en ESPN 2 a partir de mediados de junio de 2008 con World of Outlaws en el Knoxville Raceway y durante ocho semanas seguidas antes de los Knoxville Nationals, que Speed transmitió en vivo. En 2015, World of Outlaws tuvo varias carreras transmitidas en la CBS Sports Network. Knoxville Raceway organiza sus pruebas semanales, así como los eventos del World of Outlaws y de la National Sprint League en MavTV. Actualmente, la USAC tiene algunas carreras televisadas en MavTV, principalmente a través del programa Dirty 30 de Jack Slash Media. Otras series, como Lucas Oil ASCS Sprint Car Series, King of the West Sprint Cars, King of the Wing Pavement Sprint Cars y varias series regionales semanales, son retransmitidas en MavTV.

### Australia
En Australia, el  World Series Sprintcars se televisó anteriormente en el canal señal abierta One HD.

## Aspectos de seguridad
Las carreras de sprint cars en los últimos años se rigen por varias regulaciones de seguridad obligatorias nuevas, que incluyen el uso de [[jaula de seguridad]|jaulas de seguridad]] para proteger a los conductores, depósitos de combustible flexibles para evitar fugas, el uso de alcohol como combustible, cinturón de seguridad con arnés de seis o siete puntos, y los estándares de la indumentaria del piloto que debe constar de dos capas y tener una clasificación de al menos SFI 3.2A/5. Además, los conductores deben usar guantes de conducción de nomex. Otros requisitos de equipo incluyen: los cascos deben ser de cobertura total y deben exceder la clasificación Snell 2000; se deben utilizar sistemas de sujeción de brazos; los automóviles deben tener una malla de alambre frontal de 1/8 de pulgada de abertura revistiendo la jaula antivuelco; y reposacabezas obligatorios en el lado derecho del asiento del conductor. Algunos órganos sancionadores también exigen un sistema de sujeción de cabeza y cuello (HANS).
Los sprint cars con alas también disponen de las alas como elementos de seguridad adicionales, ya que permiten absorber parte de la energía de vueltas de campana y choques violentos, aunque estos coches generalmente circulan a velocidades más altas que sus equivalentes sin alas.